# دهه ۷۳۰ (پیش از میلاد)
دهه ۷۳۰ (پیش از میلاد) ۷۳مین دهه قبل از مبدا شروع تقویم میلادی است.